# Personnages de Jak and Daxter

## Gol et Maia Acheron
Gol est le sage de l'éco noire, avec sa sœur Maia. Ils ont étudié l'éco noire à un niveau qu'aucun autre sage n'avait atteint et ont été corrompus par sa puissance, ce qui leur a donné une apparence inquiétante avec leur peau gris-bleu. Samos les avait avertis que l'éco noir finirait par leur faire perdre l'esprit, mais ils considèrent leur changements comme une bénédiction. Ce sont les antagonistes et les boss de fin du premier jeu de la série Jak and Daxter: The Precursor Legacy, où on les voit dès l'introduction. Gol, considéré comme un expert en éco noire, est en fait le but de la quête que Jak et Daxter entreprennent pour rendre son apparence normale à Daxter. Gol et Maia ont pour objectif de déverser l'éco noire, contenue dans des silos disséminés partout sur la planète. Pour ce faire, ils rassemblent les morceaux d'un robot Précurseur afin de l'utiliser, mais doivent finalement se résoudre à utiliser un robot « bricolé ». Ils meurent probablement tous les deux à la fin du jeu, après que Jak les a fait tomber dans le silo d'éco noire au sommet de leur citadelle.

## Samos Hagaï
Samos est un des personnages non-joueurs (PNJ) les plus connus de la série Jak and Daxter.
Il est présent dans tous les épisodes de la série sauf Jak and Daxter: The Lost Frontier.
Dans Jak and Daxter: The Precursor Legacy, Samos donne parfois quelques missions à Jak, comme détruire les ballons lurkers dans les marais. Il finit capturé par Gol et Maia avec les autres éco-sages et est retenu prisonnier dans leur citadelle. Après que Jak les libère et part affronter Gol et Maia, Samos et les sages arrivent au sommet de la citadelle et utilisent leur pouvoir pour générer de l'éco de lumière. C'est grâce à cela que Jak peut vaincre le robot précurseur de Gol et Maia. 
Dans Jak II : Hors-la-loi, Samos voyage avec Jak, Daxter et Keira jusque dans le futur grâce à une machine précurseur. Il est introuvable pendant les deux années d'incarcération de Jak et ne refait surface que lorsque Jak libère ses amis de la prison du palais du Baron Praxis. Samos rejoint les Souterrains menés par un Samos plus jeune et confie quelques missions à Jak. Après que Jak bat Metal Kor, Samos confie le jeune Jak à son double plus jeune et lui donne la chrononavette construite par Keira. Les jeunes Samos et Jak partent dans le passé afin que l'enfant puisse grandir et devenir suffisamment fort pour accomplir son destin. Samos reste à Abriville avec Jak, Daxter et Keira.
Dans Jak 3, Samos dirige Abriville avec Ashelin et les autres. Il ne peut cependant pas empêcher l'exil de Jak dans les Terres Pelées. Il est plus en retrait dans cet opus.
Dans Jak X, Samos ne boit pas le toast empoisonné de Krew mais vient à Kras pour encourager l'équipe de Jak. Keira manifeste plusieurs fois l'envie de piloter mais Samos s'y oppose jusqu'à la dernière course. 
Il est absent de Jak and Daxter: The Lost Frontier.

## Keira Hagaï
Keira est la fille du sage Samos et une amie de Jak et Daxter. C'est un personnage non-joueur présent dans tous les épisodes. Elle se distingue par sa passion pour la mécanique. Elle est amoureuse de Jak.
Dans Jak and Daxter: The Precursor Legacy, elle donne parfois des conseils à Jak mais n'occupe pas une très grande place dans l'histoire.
Dans Jak II : Hors-la-loi, elle est absente au début mais Jak ayant été envoyé voir « sa mécanicienne », il découvre que c'est Keira qui travaille à la réparation des vaisseaux de course d'Abriville et montre à Jak la Chrononavette qu'elle a fabriquée à l'aide d'objets de récupération afin de rentrer dans leur époque. La même navette qui sert finalement aux versions jeunes de Samos et Jak pour aller 500 ans dans le passé.
Elle est convoitée par Errol et se dispute avec Jak à cause de cela avant de se réconcilier avec lui.
Dans Jak 3, on la voit très peu.
Dans Jak X, elle manifeste le désir de concourir mais attendra la dernière course car Samos n'était pas consentant, de peur que Keira soit tuée au cours de la course.
Dans Jak and Daxter: The Lost Frontier, Keira propose aux joueurs des améliorations à ses pouvoirs et à ses techniques de combat. Elle occupe une place assez importante dans les premières parties du jeu et on la verra moins au fur et à mesure de l'aventure.

## Torn
Torn est l'un des chefs des Souterrains, il a longtemps appartenu aux Grenagardes et a fini par rejoindre les rebelles dirigés par le Sphinx. Il est basé dans la cachette du ghetto. Il semble nourrir des sentiments pour Ashelin.
C'est un personnage peu émotif, voire froid mais est une bonne personne.
Dans Jak 3, il est plus sympathique et amical que dans Jak II : Hors-la-loi.

## Ashelin
Ashelin est la fille du baron Praxis, sans grands rapports psychologiques avec son père excepté une certaine forme de froideur et de détermination. Elle est l'informatrice des Souterrains et une grande amie (voire amoureuse) de Torn.
Après la mort de son père, Ashelin prend le contrôle d'Abriville.
Dans Jak 3 elle est moins froide et semble avoir des sentiments pour Jak ce qui semble être réciproque, comme on peut le voir à la fin du jeu.

## Sig
Sig est un chasseur de Metal Heads très puissant. Il possède la meilleure arme du jeu Jak II : Hors-la-loi, à savoir le Pacificateur, qu'il remet à Jak. Sig est, en réalité, un espion envoyé de Spargus par le roi Damus pour retrouver le fils de celui-ci. Il a travaillé en tant que garde du corps de Krew avant de retourner vivre à Spargus après les évènements de Jak II : Hors-la-loi. On retrouve Sig dans Jak 3 lors d'un combat à mort dans l'arène, mais Jak et lui refuseront de se battre et feront des missions pour Damus en coopération. Après avoir aidé Jak dans sa quête pour sauver le monde, il semble être devenu le nouveau chef de Spargus, à la fin de Jak 3. Sig est un personnage assez méchant et violent mais il est très fidèle à ses amis. Il dit que quand ses amis sont en danger, c'est comme si sa propre vie était en danger.

## Marteau Pecker
Pecker est le perroquinge de la vieille Onin, une voyante aveugle et muette. C'est une créature mi-singe, mi-perroquet qui traduit à Jak et Daxter tout ce qu'Onin essaye de leur dire. Elle vit dans une tente dans le quartier du Bazar. Pecker n'est pas trés loyal : dans Jak 3, il décide de rester avec Damus pour ne pas se battre dans l'arène. Lui et Daxter ne s'entendent pas du tout et passent leur temps à se disputer et à se battre. Dans Jak X, il devient l'assistant de GT-blitz, le présentateur de télévision.

## Vin
Vin est un personnage non jouable extrêmement doué en informatique mais assez paranoïaque. Il n'en demeure pas moins drôle et attachant. Il apparaît dans le deuxième et le troisième opus. Il avertit Jak de la trahison de Kor et est porté disparu dans Jak II : Hors-la-loi. On apprend dans Jak 3 qu'il a connecté son cerveau dans de l'éco pour fusionner avec ses ordinateurs avant de se faire tuer par les Metal Heads.

## Krew
Krew est le chef des trafiquants d'armes. Attiré par l'argent, les armes et les courses, il n'a aucun problème moraux à trahir ses proches, sa ville et sa famille pour une de ces trois passions.
Il travaille avec le Baron Praxis pour la fabrication d'une bombe, puis il conclut un pacte avec le chef des Metal Heads pour qu'il ouvre les portes d'Abriville. Mais Jak le retrouvea près de sa dernière création et l'élimine.
Après sa mort, il trouve le moyen, lors d'une cérémonie en son honneur, d'empoisonner tout le monde, à savoir Jak, Daxter, Torn, Ashelin, Keira et sa propre fille, Rayn, afin que l'équipe fasse la course du championnat de Kras pour son écurie.

## Baron Praxis
Le Baron Praxis est à la tête d'Abriville dans Jak II : Hors-la-loi et il meurt à la fin de cet épisode. Il règne en tyran et impose des règles extrêmement strictes. Toute personne s'opposant à lui est anéantie. Il n'hésite pas à envoyer ses Grenagardes qui imposent ses règles par la force. Il tente de voler la pierre des Précurseurs dans le tombeau pour améliorer ses armes et dominer les monstres Metal Heads et les Souterrains. Il est à l'origine du projet Dark Warrior et fait torturer Jak pendant deux ans avant de lui dire que grâce à ses pouvoirs, il peut battre Metal Kor.

## Errol
Son nom est orthographié Erol ou Errol. Dans Jak II : Hors-la-loi, Errol est le second du Baron Praxis et le commandant en chef des Grenagardes. Le Baron semble lui vouer une totale confiance. Il supervise le projet Dark Warrior. C'est là qu'il développe une haine et une jalousie maladive envers Jak. Il tente par la suite de le tuer ou de l'humilier, à chaque fois qu'il le croise.
Errol est aussi le champion invaincu des courses de motos organisées par le Baron Praxis. Durant la course finale d'un tournoi, fou de rage d'avoir été battu par Jak, il tente de le tuer mais percute accidentellement un tas de bidons remplis d'éco noire, provoquant une explosion et le laissant ainsi pour mort.
Dans Jak 3, il se révèle être encore en vie avec un corps entièrement cybernétique. Il apparaît comme étant le leader des Grena-Thanatorobots et est celui qui est derrière les attaques répétées des Metal Heads et des Thanatorobots. On découvre plus tard que c'est lui qui a contacté les Créateurs noirs pour détruire la planète. Une fois le vaisseau des Créateurs noirs détruit, il tente une ultime fois de détruire la planète avec un terraformeur des Créateurs noirs mais se fait finalement tuer par Jak.
Dans Daxter, il fait de courtes apparitions, une avec des Grenagardes et avec Veger quand Daxter s'introduit au Palais.

## Damus
Damus est le roi de Spargus et en même temps le père de Jak.
Allure de guerrier, sage d'esprit, il a tout pour être chef.
Jak apprendra plus tard qu'il était à la tête d'Abriville pendant la guerre contre les Metals Heads puis s'est fait trahir par le Baron Praxis. Avant de mourir à la porte des catacombes, il demande à Jak de retrouver son fils qui porte l'amulette du sceau de Mar qui n'est autre que Jak même.

## Kleiver
Il est un garde personnel de Damus. Combattant aguerri, tireur d'élite et, par-dessus tout, pilote hors pair, il semble vouer une haine incommensurable pour les Metal Heads. Les cicatrices qui parcourent le corps de Kleiver montrent qu'il a dû souffrir par le passé, sûrement à cause des Metal Heads. L'arrivée de Jak et Daxter, pour qui il ne montre pas la moindre affection, lui donne une chance de montrer tous ses talents. À la fin du jeu, il semble vouloir suivre l'exemple de Jak en prenant Veger comme partenaire. 
Dans Jak X, il semble être du côté de Mizo (en échange d'un bon salaire, évidemment) et défie Jak et Daxter qui l'ont humilié par le passé.

## Kor
L'apparence d'un doux vieillard sage cache en réalité le maître de la manipulation. Pour preuve, il vous accueille dans Jak II : Hors-la-loi à la sortie de votre prison et protège un enfant : l'héritier du trône. Mais en réalité, il est le chef des Metal Heads. Il est apparemment polymorphe.
Son plan était assez clair, il aurait évidemment pu envoyer ses meilleurs Metal Heads détruire les murs en mourant dans l'offensive mais il a opté pour la manipulation massive.
Il a obtenu de Jak et des Souterrains la défense de ses intérêts en limitant le pouvoir du Baron Praxis et faisait du chantage auprès du baron dans le but d'avoir de l'éco noire en grande quantité.
Il a aussi corrompu Krew pour qu'il ouvre la ville aux Metal Heads. Sans les murs protecteurs à l'éco, il pouvait reprendre sa forme et emporter avec lui l'héritier de Mar qui était le seul capable d'ouvrir la pierre des Précurseurs : un œuf renfermant le dernier Précurseur que Kor (ou Metal Kor) comptait dévorer afin de devenir encore plus puissant.
Apparemment, la seule chose que Kor n'avait pas prévue était la puissance de Jak. Ce dernier le tue au cœur même du nid des Metal Heads.
Il fait des apparitions en tant qu'hologramme pour parler à Kaeden dans Daxter.

## Onin
Onin est une devineresse aveugle et muette qui communique avec d'étranges signes magiques. Pecker est son traducteur. Elle apparaît pour la première fois dans Jak II : Hors-la-loi et fait quelques apparitions dans Jak 3. Elle envoie Jak et Daxter à la montagne des Précurseurs pour récupérer la lentille, la gemme et la pièce.

## Seem
Seem est un moine de Spargus. Bien que le jeu laisse croire qu'il s'agit d'un homme, plusieurs documents officiels prétendent que c'est une fille, son sexe est donc indéterminé. Il a de très grandes connaissances sur les Précurseurs. Il affirme que l'Étoile du Jour est une menace pour la planète et que la fin du monde est proche. Il pense également que les héros n'existent pas et qu'ils ne peuvent pas sauver le monde. Il apparaît dans Jak 3 seulement. Au début du jeu, il n'est guère sympathique avec Jak mais au fur et à mesure, il apprend à lui faire confiance. Seem est le premier à avoir vu le visage des Précurseurs.

## Veger
C'est un ennemi de Jak. Il l'a banni à vie dans les Terres Pelées. Il souhaite la disparition de l'éco noire. Il pense que Jak est dangereux. Il ne jure que par les Précurseurs. Son étrange rêve est de faire disparaître l'éco noire et de 
la lumière de l'éco blanche. Il fait une courte apparition à côté d'Errol dans le jeu vidéo dérivé Daxter.

## Mizo
Ce redoutable chef de gang apparaît dans Jak X. Il était le rival de Krew dans le contrôle de la ville de Kras et fait un pari avec lui : celui qui remporte le prochain championnat de Kras gagne les affaires et le gang de l'autre. C'est pourquoi Krew contraint Jak et les autres à concourir pour lui. Mais Mizo ne se laisse pas faire et il essaye à plusieurs reprises de tuer Jak. On ne connaît pas son visage mais il participe à la finale et on découvre qu'il est en fait G.T Blitz, le présentateur des courses. Pour se venger, il tente de voler l'antidote au poison. Jak le poursuit et finit par l'envoyer dans le décor. Il survit à l'accident mais pas à l'explosion de son véhicule. Il prévient cependant Jak que Rayn n'hésitera pas à le trahir.

## G.T Blitz
Le présentateur du championnat de Jak X est prêt à tout pour faire monter l'audimat de l'émission, y compris de saboter quelques voitures pour plus de suspense.

## Razer
Il est le second de Mizo, presque aussi cruel que son patron, il manie le couteau et le flingue comme personne. Il est également un pilote redoutable et veut à tout prix voir Jak mourir sur le circuit et avoir le plaisir de le faire lui-même.

## Shiv
Il est très connu à Kras pour ces coups de vols, d'explosions, de braquages et fait tout pour gagner. Il est un membre assez important du gang de Mizo et ne se laissera pas faire.

## Edje
Le membre le moins redoutable du gang mais il faut s'en méfier car il est très doué pour les coups tordus.

## Cutter
Cet ancien maraudeur ne fera pas de cadeau à ses concurrents et les tuera le plus douloureusement possible, tout en s'amusant.

## UR-86
Le pilote le plus dangereux de la planète après Razer. Il a été soldat robot dans la Grenagarde et ne connaît pas le sens du mot pitié. Il est connu pour mettre le feu au circuit avec sa vitesse et il peut détruire un vaisseau blindé avec son armement. Mizo aura vraiment tout fait pour gagner.

## Osmo
Ce personnage apparaît dans Daxter. À Abriville, Jak est enfermé et Daxter rencontre Osmo qui dirige un centre d'exterminateurs d'insectes dans la zone industrielle. Il propose à Daxter de l'aider à exterminer les insectes de la ville en échange d'informations sur l'endroit où est Jak. En effet, Osmo a bien du mal à gérer son affaire car tous les gens qui ont travaillé pour lui ont démissionné ou ont été mangés par les insectes.

## Ximon
Le fils d'Osmo, il ne rêve que de courses et de gros vaisseaux mais aidera Daxter plus d'une fois dans son aventure, notamment à s'infiltrer dans la Forteresse.

## Taryn
Cette femme mercenaire sexy travaille en solo et déteste les Grenagardes, à qui elle vole de l'Éco pour subvenir à ses besoins. Malgré tout, elle acceptera l'aide de Daxter plusieurs fois et saura le récompenser.

## Kaeden
Ennemi principal dans le jeu Daxter, il veut à tout prix que le centre d'Osmo disparaisse. Plus tard, on découvre que c'est un Metal Head envoyé par Kor pour détruire le centre d'Osmo. En effet, cet endroit possède un réseau de cave donnant sur l'extérieur et qui permettrait aux Metal Heads d'entrer en ville. Lorsque Daxter part sauver Jak à la Forteresse, Kaeden n'hésite pas à venir personnellement s'occuper de lui. Cependant, Kaeden sous-estime Daxter et se fait abattre en plein vol. Il s'écrase après avoir révélé que son maître réussira à détruire cette ville.

## Le Duc Skyheed
Il apparaît dans The Lost Frontier et est le Duc d'Aeropa, une ville cachée de la Bordure. Au départ, il semblera être un bon allié mais en fait, il crée des Éco-Guerriers Noirs pour dominer le monde.

## Le chancelier Ruskin
Assistant de Skyheed, il veut le bien d'Aeropa, malgré son visage renfrogné, et il est prêt à rejoindre Jak pour vaincre Skyheed. Il sera malheureusement tué par Skyheed lorsque Jak et les pirates des Airs assiègeront Aeropa.

## Phoenix
Capitaine de l'Epée du Fantôme, il sera un allié très précieux dans la quête de Jak et Daxter. Il était autrefois le commandant en chef des forces aériennes aéropaniennes mais les a quittés lorsqu'il a su ce que Skyheed faisait. Il s'est depuis fié comme but de le détruire. Malheureusement, il sera tué en se sacrifiant pour permettre à Jak de détruire le Béhémoth, le vaisseau amiral de Skyheed.

## Klout
Il est le second de Phoenix et est une vraie brute. Il est aussi très amadouable avec l'argent car il trahira son capitaine pour Skyheed et son argent. Klout sera finalement tué par une décharge d'Éco.

## Barter
Ce barman de Chute lointaine, la ville des pirates, est un Lurker très connu pour ses vols d'argent chez les Aeropaniens. Il sera d'une grande utilité à Jak.

## Tym
Ce savant un peu fêlé était le scientifique en chef du programme de Skyheed ainsi que l'éco-sage noir. Phoenix l'avait enlevé mais il a pris un coup dans la bataille et est devenu amnésique. Phoenix l'a alors abandonné sur l'île de la Bordure. Tym est très utile et honnête.